# David Rice Atchison

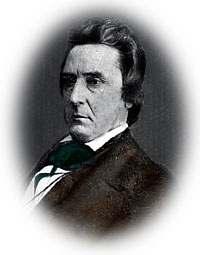
David Rice Atchison

David Rice Atchison (* 11. August 1807 in Frogtown, Kentucky; † 26. Januar 1886 bei Gower, Missouri) war ein US-amerikanischer Politiker (Demokratische Partei), der den Bundesstaat Missouri im US-Senat vertrat. Manchmal wird er als „elfeinhalbter“ Präsident der Vereinigten Staaten bezeichnet.

## Frühe Jahre und politischer Aufstieg
David Atchison besuchte die Transylvania University in Lexington und ließ sich dann zum Rechtsanwalt ausbilden. Nach der Aufnahme in die Anwaltskammer begann er in Liberty zu praktizieren. Außerdem betätigte er sich als Pflanzer. Er war Sklavenhalter. Seine politische Laufbahn begann 1834, als er Abgeordneter im Repräsentantenhaus von Missouri wurde, dem er im Jahr 1838 noch einmal angehörte. Außerdem fungierte er 1841 als Richter am Kreisgericht im Platte County.
Als Nachfolger des verstorbenen Lewis F. Linn wurde er zum US-Senator für Missouri ernannt und anschließend für eine eigene Amtsperiode gewählt. Er nahm sein Mandat in Washington, D.C. ab dem 14. Oktober 1843 wahr und übte es bis zum 4. März 1855 aus. Von 1846 bis 1849 und von 1852 bis 1854 war er mehrfach Präsident pro tempore des Senats und vertrat in dieser Funktion den Vizepräsidenten, wenn dieser den Vorsitz des Senats nicht wahrnahm.

## Präsident für einen Tag?

### Ursprung der Legende

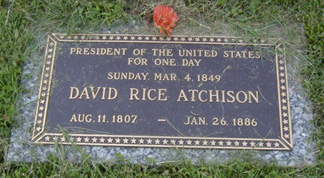
David Rice Atchisons Grabstein

Es wird behauptet, dass Atchison technisch gesehen einen Tag lang Präsident der Vereinigten Staaten war – am Sonntag, dem 4. März 1849. An diesem Tag endete die Amtszeit des Präsidenten James K. Polk, sein Nachfolger Zachary Taylor war aber noch nicht eingesetzt, da er sich weigerte, den Amtseid an einem Sonntag  zu leisten. Daher konnte auch sein Vizepräsident Millard Fillmore sein Amt nicht antreten. Da das Amt immer besetzt sein muss, habe Atchison aufgrund seiner Funktion als Präsident pro tempore des Senats die entstandene Lücke von einem Tag als amtierender Präsident (acting president) überbrückt.

### Die Tatsachen
Tatsächlich trat nach der damaligen Regelung der Nachfolge des Präsidenten der Präsident pro tempore an die Stelle des Staatsoberhaupts, falls der Präsident und sein Vizepräsident beide ausfallen. Nicht nur die Amtszeiten von James K. Polk und seines Vizepräsidenten George M. Dallas gingen am Mittag des 4. März zu Ende, sondern auch die Amtszeit von Atchison. Zudem hinderten weder Krankheit noch Tod Taylor und Fillmore an der Übernahme ihrer Ämter. Sie waren die gewählten Nachfolger, es gab also kein Machtvakuum. Falls Taylor nicht Präsident war, weil er den Amtseid noch nicht geleistet hatte, so war es Atchison aus gleichem Grund ebenso wenig. Atchison hatte zehn Minuten vor Fillmore und Taylor seinen Amtseid abgelegt und war so theoretisch für diese kurze Zeit Präsident gewesen. Doch leistet auch der Vize-Präsident seinen Amtseid seit jeher vor dem Präsidenten, was auch ihn jeweils für wenige Minuten zum Präsidenten machen würde.

### Atchisons Meinung
Als Atchison gefragt wurde, was er denn am 4. März 1849 gemacht habe, antwortete er angeblich: „Ich war im Bett. Die vorherigen zwei oder drei Tage waren mit den Abschlussarbeiten des Senats sehr anstrengend gewesen, und ich schlief an jenem Sonntag die meiste Zeit.“ Lachend behauptete er weiter, seine Präsidentschaft sei die ehrlichste gewesen, die das Land jemals gehabt habe.